# في غرين
في غرين (بالإنجليزية: Vee Green)‏ هو لاعب كرة قدم أمريكية أمريكي، ولد في 9 أكتوبر 1900، وتوفي في 13 مايو 1967 في أوربانا في الولايات المتحدة.

## وصلات خارجية
- في غرين على موقع كلية كرة السلة في سبورتس رفرنس.كوم (الإنجليزية)